# Rafael Muñoz (zwemmer)
Rafael Muñoz Pérez (Córdoba (Andalusië), 3 maart 1988) is een Spaanse zwemmer. Hij vertegenwoordigde zijn vaderland op de Olympische Zomerspelen 2008 in Peking. Op de langebaan was Muñoz van 2009 tot 2018 wereldrecordhouder op de 50 meter vlinderslag.

## Carrière
Bij zijn internationale debuut, op de Europese kampioenschappen zwemmen 2006 in Boedapest, strandde Muñoz in de halve finales van de 50 meter vlinderslag. Op de 4x100 meter wisselslag werd hij samen met Aschwin Wildeboer, Borja Iradier en Eduard Lorente uitgeschakeld in de series. Tijdens de Europese kampioenschappen kortebaanzwemmen 2006 in Helsinki werd de Spanjaard uitgeschakeld in de halve finales van de 50 meter vlinderslag en de series van de 100 meter vlinderslag.
In Melbourne nam Muñoz deel aan de wereldkampioenschappen zwemmen 2007, hij strandde in de series van zowel de 50 als de 100 meter vlinderslag. Op de Europese kampioenschappen kortebaanzwemmen 2007 in Debrecen eindigde de Spanjaard als vierde op de 100 meter vlinderslag en als vijfde op de 50 meter vlinderslag, op de 4x50 meter wisselslag eindigde hij samen met Aschwin Wildeboer, Borja Iradier en Eduard Lorente als vierde.
Op de Europese kampioenschappen zwemmen 2008 in Eindhoven veroverde Muñoz de bronzen medaille op zowel de 50 als de 100 meter vlinderslag. Op de 4x100 meter wisselslag eindigde hij samen met Aschwin Wildeboer, Melquiades Alvarez en Brenton Cabello als achtste. Enkele weken later nam de Spanjaard deel aan de wereldkampioenschappen kortebaanzwemmen 2008 in Manchester, op de 100 meter vlinderslag eindigde hij als zevende en op de 50 meter vlinderslag werd hij uitgeschakeld in de series. Op de 4x100 meter wisselslag eindigde hij als zevende, samen met Aschwin Wildeboer, Borja Iradier en Eduard Lorente. Tijdens de Olympische Zomerspelen van 2008 in Peking strandde Muñoz in series van de 100 meter vlinderslag. In Rijeka nam de Spanjaard deel aan de Europese kampioenschappen kortebaanzwemmen 2008. Op dit toernooi sleepte hij de zilveren medaille in de wacht op de 100 meter vlinderslag en de bronzen medaille op de 50 meter vlinderslag. Op de 4x50 meter wisselslag eindigde hij samen met Aschwin Wildeboer, Sergio Garcia en Javier Noriega als zevende.

### 2009-heden
Op 4 april 2009, tijdens de Spaanse kampioenschappen zwemmen, verbeterde Muñoz het Europees record op de 100 meter vlinderslag. Een dag later verbeterde hij het wereldrecord op de 50 meter vlinderslag, dat in handen was van de Zuid-Afrikaan Roland Mark Schoeman. Op de wereldkampioenschappen zwemmen 2009 in Rome legde Muñoz beslag op de bronzen medaille op zowel de 50 als de 100 meter vlinderslag, samen met Aschwin Wildeboer, Melquiades Alvarez en José Antonio Alonso werd hij uitgeschakeld in de series van de 4x100 meter wisselslag.
Tijdens de Europese kampioenschappen zwemmen 2010 in Boedapest veroverde Muñoz de Europese titel op de 50 meter vlinderslag, op de 100 meter vlinderslag strandde hij in de series. In Dubai nam de Spanjaard deel aan de wereldkampioenschappen kortebaanzwemmen 2010, op dit toernooi eindigde hij als zesde op de 50 meter vlinderslag en werd hij uitgeschakeld in de series van de 100 meter vlinderslag.
Op de Europese kampioenschappen kortebaanzwemmen 2011 in Szczecin eindigde Muñoz als zesde op de 50 meter vlinderslag, daarnaast strandde hij in de halve finales van de 100 meter vlinderslag en in de series van de 100 meter vrije slag.

## Internationale toernooien
| Jaar | Olympische Spelen    | WK langebaan                                               | WK kortebaan                                                 | EK langebaan                                              | EK kortebaan                                                |
| ---- | -------------------- | ---------------------------------------------------------- | ------------------------------------------------------------ | --------------------------------------------------------- | ----------------------------------------------------------- |
| 2006 |                      |                                                            | geen deelname                                                | 13e 50m vlinderslag 9e 4x100m wisselslag                  | 9e 50m vlinderslag 22e 100m vlinderslag                     |
| 2007 |                      | 21e 50m vlinderslag 34e 100m vlinderslag                   |                                                              |                                                           | 5e 50m vlinderslag 4e 100m vlinderslag 4e 4x50m wisselslag  |
| 2008 | 30e 100m vlinderslag |                                                            | 23e 50m vlinderslag 7e 100m vlinderslag 7e 4x100m wisselslag | 50m vlinderslag · 100m vlinderslag · 8e 4x100m wisselslag | 50m vlinderslag · 100m vlinderslag · 7e 4x50m wisselslag    |
| 2009 |                      | 50m vlinderslag · 100m vlinderslag · 12e 4x100m wisselslag |                                                              |                                                           | geen deelname                                               |
| 2010 |                      |                                                            | 6e 50m vlinderslag 32e 100m vlinderslag                      | 50m vlinderslag · 17e 100m vlinderslag                    | geen deelname                                               |
| 2011 |                      | geen deelname                                              |                                                              |                                                           | 36e 100m vrije slag 6e 50m vlinderslag 14e 100m vlinderslag |

## Persoonlijke records
Bijgewerkt tot en met 1 augustus 2009

### Kortebaan
| Afstand          | Tijd  | Datum            | Plaats     |
| ---------------- | ----- | ---------------- | ---------- |
| 50m vrije slag   | 21,26 | 28 december 2008 | Saint-Paul |
| 100m vrije slag  | 46,52 | 20 december 2008 | Istres     |
| 50m vlinderslag  | 22,33 | 14 december 2008 | Rijeka     |
| 100m vlinderslag | 49,74 | 12 december 2008 | Rijeka     |

### Langebaan
| Afstand          | Tijd   | Datum           | Plaats            |
| ---------------- | ------ | --------------- | ----------------- |
| 50m vrije slag   | 22,21  | 2 april 2009    | Málaga            |
| 100m vrije slag  | 50,11  | 3 april 2008    | Palma de Mallorca |
| 50m vlinderslag  | 22,43* | 5 april 2009    | Málaga            |
| 100m vlinderslag | 50,41  | 1 augustus 2009 | Rome              |

- Tevens voormalig wereldrecord *